# アルベール運河

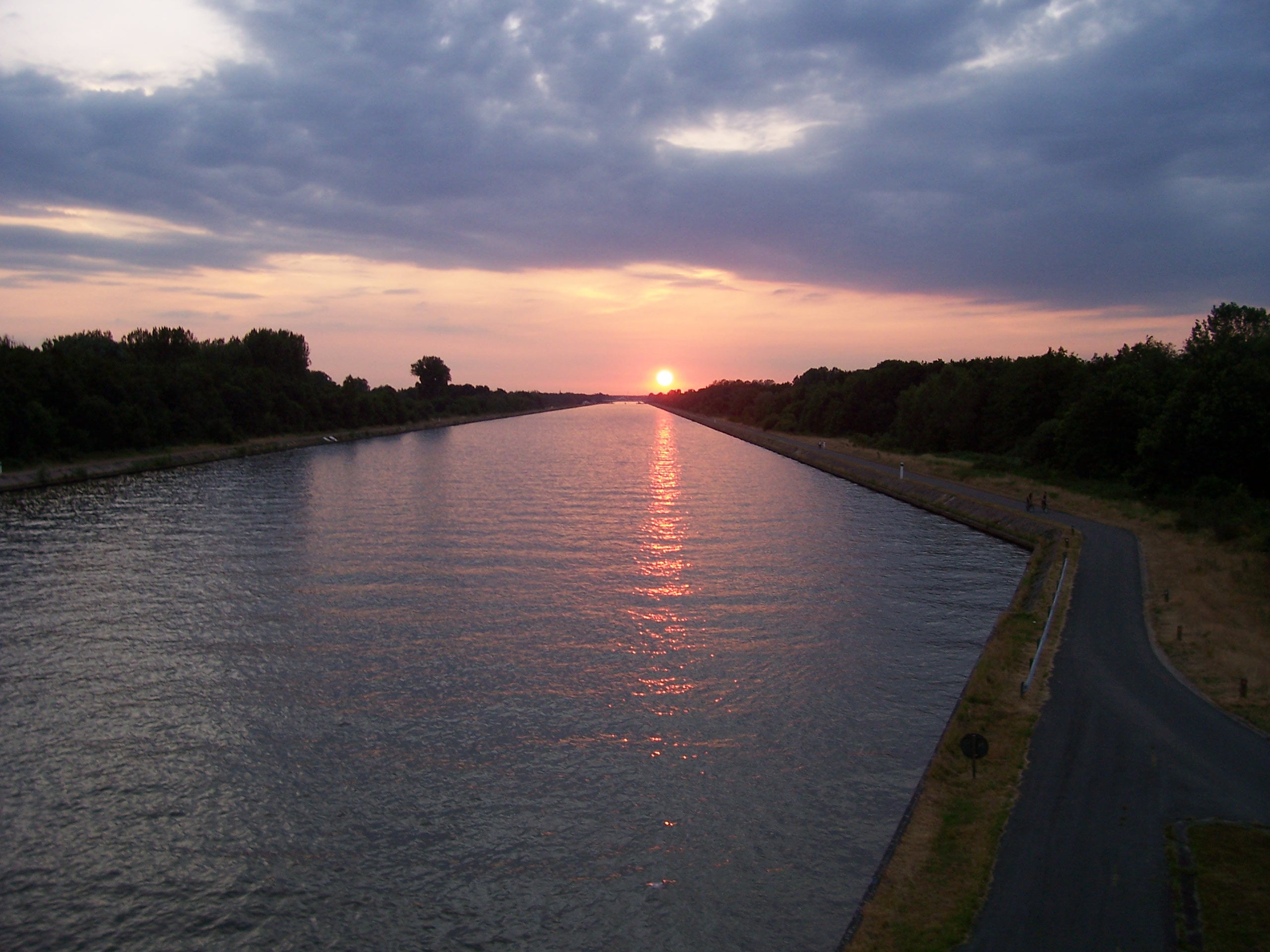
アルベール運河

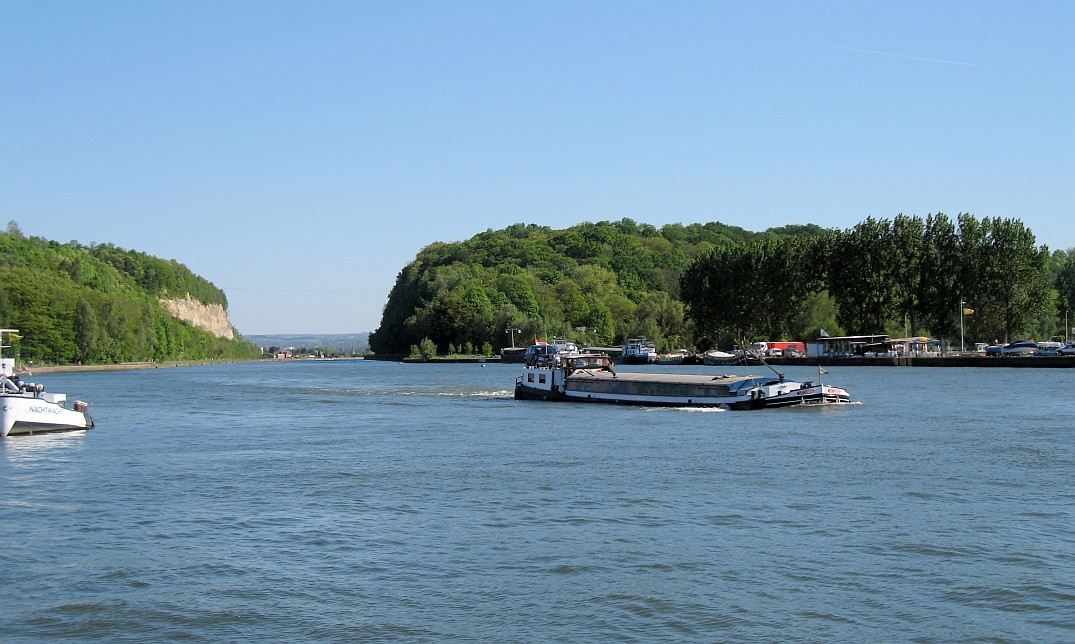
Albert Canal in Kanne, Belgium

アルベール運河（アルベールうんが、オランダ語：Albertkanaal, フランス語：Canal Albert）はベルギー北東部にある運河。名称はベルギー国王アルベール1世にちなむ。アントウェルペンからリエージュを経て、ミューズ川を経由しフランスへと繋がっている。
1930年から1939年にかけて建設された。運航開始は1940年のことである。しかし、第二次世界大戦の影響により、本格的な使用は1946年からとなった。アントウェルペンとリエージュ間は標高差56mであり、6つの閘門がある。うち5つは10m以上の標高差に対応した閘門である。この運河の完成により、1930年代に7日間の時間を要したアントウェルペンとリエージュ間の水路運航は18時間にまで短縮された。